# Rannapungerja
Rannapungerja est un petit bourg de la commune de Tudulinna du comté de Viru-Est en Estonie.
Au 31 décembre 2011, il compte 29 habitants.